# 후종난

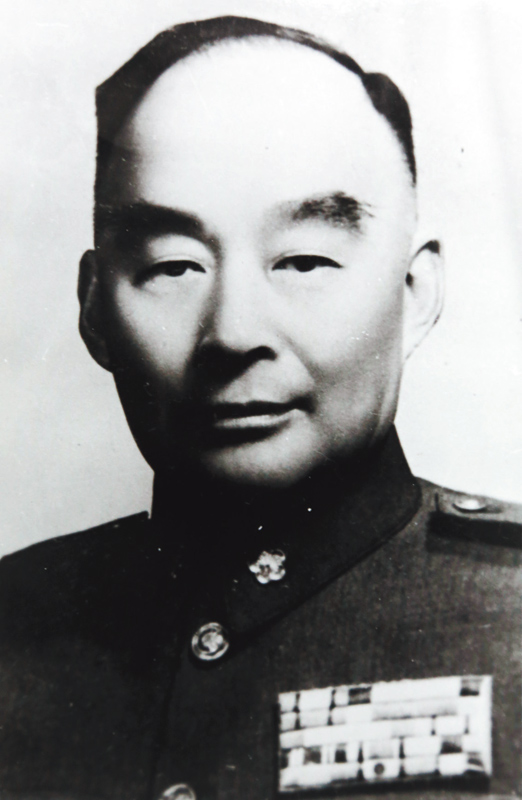

후종난(중국어: 胡宗南, 병음: Hú Zōngnán, Wade–Giles: Hu Tsung-nan, 1896년 5월 16일 ~ 1962년 2월 14일, 다른 이름: 셔우샨, 壽山)은 중국 국민 혁명군 및 당시 중화민국 육군의 장성급 장교이다. 닝보시 전하이구 출신인 후종난은 천청, 탕언보와 함께 중일전쟁 당시 장개석이 가장 신임하는 장군들의 삼두정을 형성했다. 1949년 국민당이 대만으로 퇴각한 후 그는 1962년 사망할 때까지 대통령의 군사 전략 고문으로도 활동했다.